# Otto Beumer
Friedrich Wilhelm Otto Beumer (* 26. August 1849 in Münster; † 3. April 1918 in Greifswald) war ein deutscher Mediziner und Hochschullehrer.

## Leben
Otto Beumer studierte an der Universität Greifswald Medizin. 1870 wurde er hier Mitglied des Corps Guestfalia. 1874 schloss er das Studium mit der Promotion zum Dr. med. ab. Anschließend arbeitete er bis 1877 als Assistent am pathologischen Institut und von 1877 bis 1885 als Assistenzarzt der geburtshilflichen Poliklinik der Universität Greifswald. Ostern 1878 habilitierte er sich im Fach Staatsarzneikunde und wurde zum Kreis- und Gerichtsarzt ernannt. 1888 wurde er zum außerordentlichen Professor für gerichtliche Medizin und Hygiene und Direktor des Instituts für gerichtliche Medizin berufen.
Am 12.09.1888 heiratete er in Kujan/Westpreußen (Standesamt Kujan, Heiratsurkunde 10/1888) Emma Friedericke Charlotte Borck, geb. 12.09.1868 Kujan, Tochter des Königl. Prinzlichen Forstmeisters und seiner Ehefrau Louise Wagner. Beumer war katholisch, sie war evangelisch.
Sein Vater Bernhard Beumer war Kaufmann, seine Mutter Auguste Lemmer.

## Auszeichnungen
- Ehrenmitglied des Corps Guestfalia Greifswald

## Schriften
- Versuch einer medizinischen Topographie von Greifswald, 1879
- Über Nierendefekte
- Über eine angeborene Steißgeschwulst
- Sectio caesarea. Vorderer mittlerer Medianschnitt. Uterusnaht nach Unterminierung der Serosa und Resektion der Muscularis
- Der derzeitige Standpunkt der Schutzimpfungen, 1887
- Über die immunisirende und heilende Wirkung antitoxischen Hammelserums gegen das Typhusgift, 1895
- Zur Vaccine-Immunität. 1895
- mit Theodor Lochte: Gerichtsärztliche und polizeiärztliche Technik: Ein Handbuch für Studierende, Ärzte, Medizinalbeamte und Juristen, 1914